# Miconia jitotolana
Miconia jitotolana är en tvåhjärtbladig växtart som beskrevs av John Julius Wurdack. Miconia jitotolana ingår i släktet Miconia och familjen Melastomataceae. Inga underarter finns listade i Catalogue of Life.